# Chania (stad)

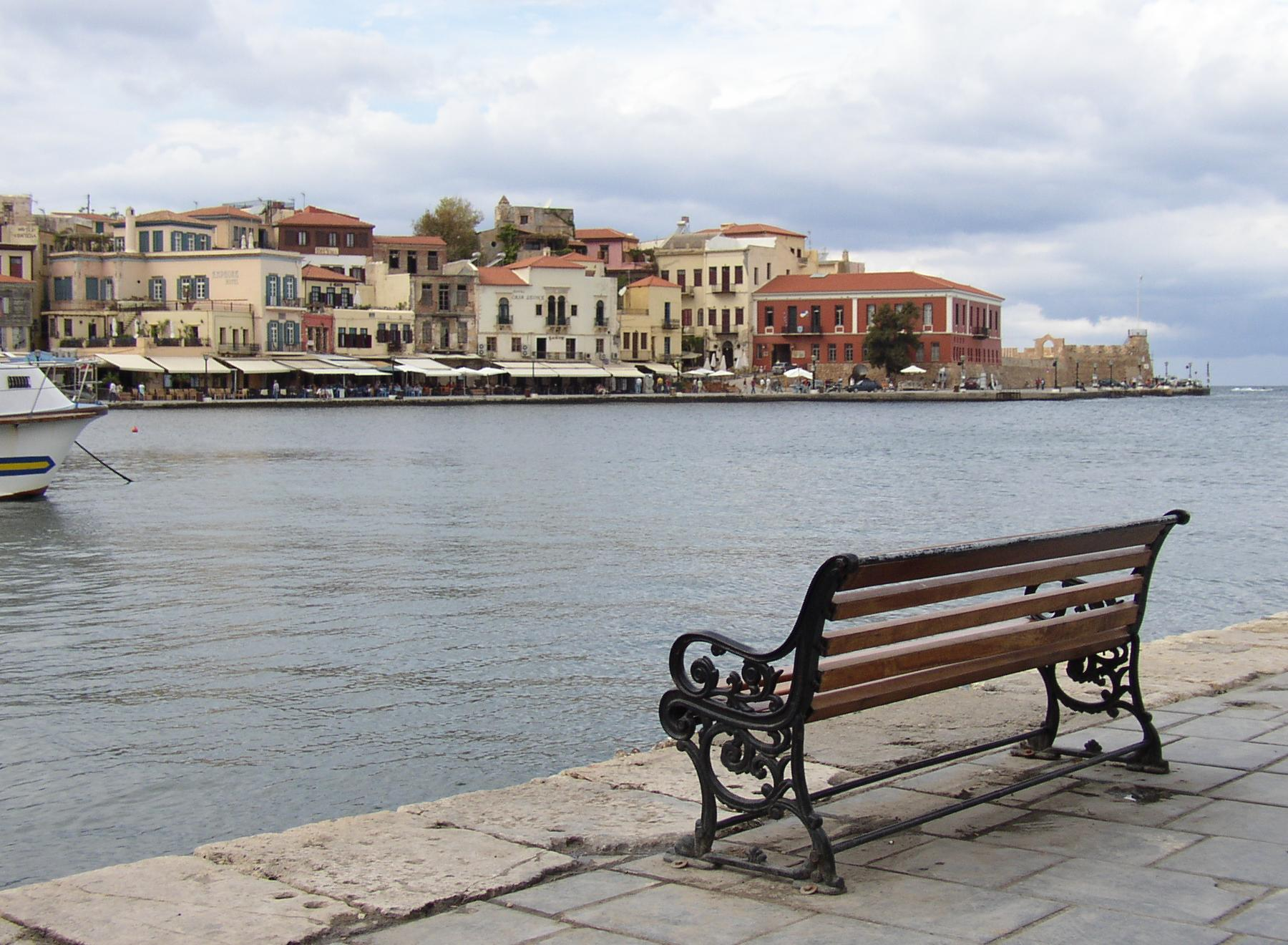
Venetiaanse haven

Chania (Grieks: Χανιά, soms ook vertaald als Hania of Xania) is een gemeente en de op een na grootste stad van het Griekse eiland Kreta. De stad is gelegen aan de noordkust in het westen van het eiland. Het was tussen 1841 en 1971 de hoofdstad van het eiland Kreta. De stad beschikt over een haven en een vliegveld. Chania is sedert 2011 een fusiegemeente (dimos) in de Griekse bestuurlijke regio (periferia) Kreta.
De zeven deelgemeenten (dimotiki enotita) van de fusiegemeente zijn:
- Akrotiri (Ακρωτήρι) met Stavros en het Agia Triada-klooster
- Chania (Χανιά)
- Eleftherios Venizelos (Ελευθέριος Βενιζέλος)
- Keramia (Κεραμιά)
- Nea Kydonia (Νέα Κυδωνία)
- Souda (Σούδα)
- Theriso (Θέρισο)

## Geschiedenis
In de oudheid had Chania de naam Kydonia. In 828 werd Kydonia veroverd door de Arabieren, vernietigd en weer opgebouwd als al-Hannim. Toen de Byzantijnen Chania heroverden in 961, behielden ze deze naam.
Op het einde van de 13e eeuw werd Chania veroverd door Venetië. De stad kreeg toen de naam Canea. De Venetianen bouwden de burcht stevig uit. Chania kreeg te maken met de beroemde piraat Barbarossa en na diens invallen werd de stad herbouwd.
Midden 17e eeuw werd Chania veroverd door de Osmanen. Hier kwam pas een einde aan met de onafhankelijkheid van Kreta in 1898. Chania werd toen door de grootmachten uitgeroepen tot hoofdstad van de republiek Kreta. In 1913 werd Chania, net als de rest van Kreta, deel van Griekenland. Tijdens de Tweede Wereldoorlog werd Chania zwaar gebombardeerd door de Duitsers.

## Geografie
De stad Chania ligt in het westen van Kreta, aan de oostelijke kust van de Golf van Chania, een baai die zich uitstrekt tussen de schiereilanden Akrotiri en Spatha. Het ligt ongeveer 145 km verwijderd van de Kretenzische hoofdstad en grootste stad Iraklion en ongeveer 70 km van Rethimnon.

## Demografie
Onderstaande tabel weergeeft het inwonertal van de gemeente Chania in de afgelopen vier decennia.
| Jaar | Inwonertal gemeente |
| ---- | ------------------- |
| 1981 | 47.471              |
| 1991 | 50.070              |
| 2001 | 53.373              |
| 2011 | 108.310             |

## Cultuur
Chania beschikt over een Venetiaanse haven met de vuurtoren en het fort Firkas uit 1629 met dichtbij pittoreske steegjes met sfeervolle restaurantjes. Ook is er het oude centrum met zijn Venetiaanse, Turkse en Joodse wijken.
Chania telt een aantal musea, met als belangrijkste het archeologisch museum.

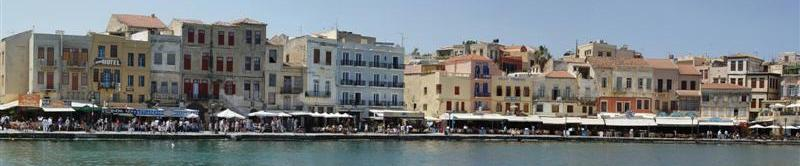
Uitzicht op de Venetiaanse haven

## Verkeer
Ongeveer 15 kilometer ten oosten van Chania, op het schiereiland Akrotiri, bevindt zich de Luchthaven Chania, voluit Internationale Luchthaven Chania "Ioannis Daskalogiannis. Het is zowel een civiel als een militair vliegveld. Luchthaven Chania heeft enkele vaste verbindingen met andere Griekse vliegvelden en seizoensgebonden verbindingen met vliegvelden in meerdere Europese landen, waaronder Schiphol, Weeze Airport, Luchthaven Brussel-Nationaal en Charleroi Airport.
De haven van Chania bevindt zich in het nabijgelegen Souda. Hiervandaan wordt onder andere een veerdienst met Piraeus onderhouden. Ook bevindt zich hier een NAVO-basis.

## Geboren
- Sophoklis Venizelos (1894-1964), politicus
- Konstantinos Mitsotakis (1918-2017), politicus
- Nana Mouskouri (1934), zangeres
- Eléni Daniilídou (1982), tennisspeelster
- Kostas Peristeridis (1991), voetballer
- Vasil Shkurti (1992), Albanees-Grieks voetballer
- Stylianos Farantakis (1995), wielrenner
- Anna Doudounaki (1995), zwemmer
- Konstantinos Livanos (2000), baanwielrenner
- Konstantinos Koulierakis (2003), voetballer